# William Penney
William George Penney (24 juin 1909- 3 mars 1991) est un mathématicien anglais et professeur de physique mathématique à l'Imperial College de Londres et plus tard recteur de l'Imperial College. Il joue un rôle de premier plan dans le développement du programme nucléaire britannique, un programme clandestin lancé en 1942 pendant la Seconde Guerre mondiale qui produit la première bombe atomique britannique en 1952 .
En tant que chef de la délégation britannique travaillant dans le projet Manhattan, Penney effectue d'abord des calculs pour prédire les effets des dommages générés par l'onde de choc d'une bombe atomique. De retour chez lui, Penney dirige la production britannique des armes nucléaires, nom de code Tube Alloys, et dirige des recherches scientifiques à l'Établissement de recherche atomique d'Harwell qui aboutissent à la première Explosion atomique d'une bombe nucléaire britannique, (nom de code Opération Hurricane) en 1952.
Après le test, Penney devient conseiller en chef de la nouvelle Autorité britannique de l'énergie atomique (UKAEA) du gouvernement britannique. Il est ensuite président de l'autorité, qu'il utilise dans les négociations internationales pour contrôler les essais nucléaires avec le Traité d'interdiction partielle des essais nucléaires.
Les contributions scientifiques notables de Penney comprennent les mathématiques pour la dynamique des ondes complexes, à la fois dans les ondes de choc et de gravité, proposant des problèmes d'optimisation et des solutions en hydrodynamique (qui joue un rôle majeur dans la science des matériaux et la métallurgie). Au cours de ses dernières années, Penney enseigne les mathématiques et la physique et est recteur de l'Imperial College de Londres de 1967 à 1973.

## Jeunesse et éducation
William George "Bill" Penney est né à Gibraltar le 24 juin 1909. Son père, William A. Penney, est sergent-major dans l'Ordnance Corps de l'armée britannique qui sert alors outre-mer. Le jeune William grandit à Sheerness, dans le Kent, et fait ses études à la Sheerness Technical School for Boys de 1924 à 1926, où il fait preuve d'un talent pour la science. Il fréquente ensuite l'école technique locale de Colchester, la Gilberd School, où il termine ses études techniques.
En 1927, sa passion pour la science l'amène dans un laboratoire scientifique local où il travaille comme assistant, ce qui l'aide à obtenir une bourse pour étudier les sciences à l'Imperial College of Science. Il postule et est admis à la faculté des sciences naturelles de l'Imperial College où il commence à suivre des cours de mathématiques, en particulier des cours d'algèbre linéaire, de calcul, d'équations aux dérivées partielles et de géométrie différentielle. Son talent est reconnu par le prix du gouverneur pour les mathématiques de la faculté des sciences.
En 1929, Penney obtient son diplôme, obtenant le BSc en mathématiques avec mention très bien à 20 ans. Penney est admis au département d'études supérieures cette année-là et obtient sa maîtrise en mathématiques en 1931. Puis on lui propose un poste de chercheur à l'Université de Londres, où il étudie pour un doctorat. En 1932, Penney obtient le doctorat en mathématiques après avoir soutenu sa thèse contenant des travaux sur l'optimisation et la coupe transversale des propriétés physiques des cristaux à l'état solide.
Penney accepte une bourse du Fonds du Commonwealth et se rend d'abord aux États-Unis où il devient associé de recherche étranger à l'Université du Wisconsin à Madison, avant de retourner en Angleterre peu de temps après. En Angleterre, Penney obtient la bourse de l'exposition de 1851 pour fréquenter le Trinity College de Cambridge. Il change sa carrière mathématique en physique et mène une recherche approfondie et une enquête théorique sur la structure des métaux et les propriétés magnétiques des cristaux.
En 1935, Penney soumet sa thèse finale et obtient un D.Sc. en physique mathématique de l'Université de Cambridge ; sa thèse contient les travaux fondamentaux dans les applications de la mécanique quantique à la physique des cristaux. En 1936, il est élu à la bourse Stokes du Pembroke College de Cambridge, mais la même année, il retourne à Londres et est nommé lecteur en mathématiques à l'Imperial College de Londres, poste qu'il occupe de 1936 à 1945. En tant que prodige reconnu à l'Imperial College, il est destiné à une brillante carrière universitaire jusqu'à l'intervention de la Seconde Guerre mondiale.

## La Seconde Guerre mondiale
Au début de la Seconde Guerre mondiale, les recherches de pointe de Penney sur les applications de la physique sont remarquées et on lui offre un poste de chercheur dans la Royal Navy. Il fait des contributions significatives à l'application des collisions, des événements d'explosion qui créent des ondes de choc, et des applications impliquant l'utilisation militaire de l'hydrodynamique et des ondes de gravité. L'Amirauté et le ministère de l'Intérieur demandent à Penney d'enquêter sur les problèmes liés aux propriétés des ondes de souffle sous-marines des explosifs puissants, un sujet d'une grande importance dans la conception des navires et des torpilles.
Avec des officiers du génie de la Royal Navy, il conçoit et supervise le développement des ports Mulberry à placer au large des plages de Normandie lors de l'invasion du jour J. Ces brise-lames mobiles protégeraient les péniches de débarquement et les troupes des rouleaux atlantiques. En 1943, il est libéré de son travail dans la Royal Navy et rejoint la faculté de physique de l'Imperial College de Londres, son alma mater.
Puis il rejoint Tube Alloys, la direction secrète des armes nucléaires, et peu de temps avant le jour J en 1944, Penney est nommé chef de la délégation britannique au projet Manhattan, lorsqu'une grande équipe de scientifiques britanniques rejoint le projet américain de bombe atomique. Penney et d'autres vont au Laboratoire de Los Alamos.

## Projet Manhattan
À Los Alamos, Penney travaille sur l'utilisation de la bombe atomique, en particulier sur la hauteur à laquelle elle doit exploser. Il est rapidement reconnu pour ses talents scientifiques, mais aussi pour ses qualités de leadership et sa capacité à travailler en harmonie avec les autres. Quelques semaines après son arrivée, il est ajouté au groupe central de scientifiques prenant des décisions clés dans la direction du programme. Parmi les autres membres de cette équipe figurent J. Robert Oppenheimer, John von Neumann, Norman F. Ramsey et le capitaine William Parsons de la United States Navy (USN).
L'une des missions de Penney à Los Alamos est de prédire les effets des dommages causés par l'onde de choc d'une bombe atomique. Le 16 juillet 1945, Penney est observateur lors de la détonation du test Trinity. Il est là pour observer l'effet du chauffage par rayonnement dans l'inflammation des matériaux de structure et a également conçu un appareil pour surveiller l'effet de souffle des explosions. Les Américains le considèrent comme l'un des cinq contributeurs britanniques les plus distingués du projet.
Penney se rend à Washington pour une réunion de sélection des cibles du comité top secret. Il recommande Hiroshima et Nagasaki en raison des collines entourant la cible qui, selon lui, créeraient une dévastation maximale. Il donne de précieux conseils concernant la hauteur de détonation de la bombe qui assurerait des effets destructeurs optimaux, tout en s'assurant que la boule de feu ne touche pas la terre, évitant ainsi une contamination radioactive permanente au sol. L'équipe nucléaire américaine tente à plusieurs reprises de recruter Penney comme membre permanent, sans succès .
Avec le capitaine du groupe de la RAF Leonard Cheshire, il accompagne l'équipe américaine sur l'île de Tinian d'où les missions d'Hiroshima et de Nagasaki sont effectuées. Le 9 août 1945, il assiste au bombardement de Nagasaki. Les autorités américaines les avaient empêchés de voir la détonation d'Hiroshima de manière controversée, mais à la dernière minute, Penney et Cheshire obtiennent l'autorisation de voler dans le B-29 Big Stink, l'un des avions d'observation qui accompagne le bombardier porteur d'armes de Nagasaki Bockscar. En raison de l'autorisation tardive, Big Stink rate son rendez-vous avec le bombardier à Nagasaki. Ils voient la détonation de Nagasaki depuis les airs à distance. En tant que principal expert des effets des armes nucléaires, Penney est membre de l'équipe de scientifiques et d'analystes militaires qui sont entrés à Hiroshima et Nagasaki après la capitulation japonaise le 15 août 1945 pour évaluer les effets des armes nucléaires.

## Après la guerre
À la fin de la guerre, le gouvernement britannique, alors dirigé par le premier ministre travailliste Clement Attlee, croit que l'Amérique partagerait la technologie que les dirigeants britanniques considèrent comme une découverte commune aux termes de l'Accord de Québec de 1943. En décembre 1945, Attlee ordonne la construction d'une pile atomique pour produire du plutonium et demande un rapport détaillant les exigences des bombes atomiques britanniques. Penney retourne en Angleterre et a l'intention de reprendre sa carrière universitaire, mais est approché par Charles Percy Snow et invité à occuper le poste de surintendant en chef de la recherche sur l'armement (CSAR, appelé "Caesar") à Fort Halstead dans le Kent, car il soupçonne que la Grande-Bretagne devrait construire sa propre bombe atomique et le gouvernement veut Penney à ce poste. En tant que CSAR, il est responsable de tous les types de recherche sur les armements.
En 1946, à la demande du général Leslie Groves et de l'US Navy, Penney retourne aux États-Unis où il est chargé des études sur les effets de souffle pour l'opération Crossroads. En juillet, il est présent sur l'atoll de Bikini aux îles Marshall et rédige les comptes rendus après action sur les effets des deux explosions nucléaires. Sa réputation s'est encore renforcée lorsque, après l'échec des jauges de test sophistiquées, il arrive à déterminer la puissance de souffle à l'aide d'observations à partir d'appareils simples (fûts d'huile vides).

## Programme nucléaire britannique
Cependant, l'adoption de la loi McMahon (loi sur l'énergie atomique) par l'administration Truman en août 1946 indique clairement que la Grande-Bretagne ne serait plus autorisée à accéder à la recherche atomique américaine. Penney quitte les États-Unis et retourne au Royaume-Uni où il lance ses plans pour une section d'armes atomiques, les soumettant au Lord Portal (maréchal de la Royal Air Force) en novembre 1946. Au cours de l'hiver 1946-1947, Penney retourne aux États-Unis, où il sert comme conseiller scientifique du représentant britannique à la Commission américaine de l'énergie atomique. Avec la fin de presque tous les autres aspects de la coopération atomique entre les pays, le rôle personnel de Penney est de maintenir le contact entre les parties.
Le gouvernement d'Attlee décide que la Grande-Bretagne a besoin de la bombe atomique pour maintenir sa position dans la politique mondiale. Selon les mots du ministre des Affaires étrangères Ernest Bevin - "Nous devons l'avoir et il doit y avoir un putain d'Union Jack dessus." Officiellement, la décision d'aller de l'avant avec le projet de bombe atomique britannique est prise en janvier 1947 - mais des arrangements sont déjà en cours. Le plutonium nécessaire est commandé par Harwell et dans le département de recherche sur les armements du ministère de l'approvisionnement, une section des armes atomiques est en cours d'organisation. Le projet est basé au Royal Arsenal de Woolwich et portait le nom de code High Explosive Research (ou HER).
En mai 1947, Penney est officiellement nommé à la tête du projet HER. Le mois suivant, Penney commence à rassembler des équipes de scientifiques et d'ingénieurs pour travailler sur les nouvelles technologies qui devaient être développées. En juin 1947, Penney réunit son équipe naissante dans la bibliothèque de l'Arsenal royal et donne une conférence de deux heures sur les principes de la bombe atomique. Centrés à Fort Halstead, les travaux se déroulent dans les délais. En 1950, la première bombe devait être prête dans les deux ans et nécessiterait un test.

## AWRE
La recherche est répartie sur plusieurs installations d'essai au Royaume-Uni, avec des lignes d'autorité et de responsabilité confuses. La conception de la bombe est également complexe et innovante; bien qu'il ait commencé avec la conception de la bombe de Nagasaki, des méthodes d'armement et de détonation électrique complètement nouvelles sont utilisées. On s'est rendu compte qu'un seul site est nécessaire et, en avril 1950, un aérodrome abandonné de la Seconde Guerre mondiale, RAF Aldermaston dans le Berkshire, est choisi comme siège permanent du programme britannique d'armes nucléaires. En 1951, le premier personnel scientifique arrive à Aldermaston et peu de temps après, le projet HER quitte l'Arsenal royal. Le 3 octobre 1952, sous le nom de code « Opération Hurricane », le premier engin nucléaire britannique explose avec succès au large de la côte ouest de l'Australie dans les Îles Montebello. Penney est également conscient des problèmes de relations publiques associés aux tests et fait des présentations claires à la presse australienne.

## "Bombe H" britannique
En 1954, le développement nucléaire est transféré du ministère de l'Approvisionnement (MoS) à la nouvelle Autorité britannique de l'énergie atomique (UKAEA). De 1954 à 1967, Sir William siège au conseil d'administration de l'UKAEA, dont il devient président en 1962.
Au milieu des années 1950, la Grande-Bretagne ressent le besoin de développer rapidement des armes de classe mégatonne car il semble que les essais atmosphériques pourraient bientôt être interdits par un traité. En conséquence, le Royaume-Uni veut démontrer sa capacité à fabriquer des armes de classe mégatonne en les testant avant que toute interdiction légale ne soit en place. Selon un article du New Scientist, le Premier ministre Harold Macmillan espère également convaincre les États-Unis de modifier la loi McMahon, qui interdit de partager des informations même avec les Britanniques, en démontrant que le Royaume-Uni a la technologie pour fabriquer une arme thermonucléaire (une bombe H), et il charge Penney de développer cette bombe. La bombe Orange Herald est développée et présentée comme une bombe thermonucléaire, alors qu'en fait c'est une arme à fission renforcée dans laquelle peu d'énergie provient de la fusion. Le test de cette arme réussit à convaincre les Américains d'autoriser le partage d'informations avec les Britanniques ,.

## Collège impérial
Lord Penney est recteur de l'Imperial College de Londres de 1967 à 1973 . Le collège construit et nomme le laboratoire William Penney en son honneur en 1987. En 1957, il reçoit une bourse honoraire de l'Imperial College, mais ne se présente pas pour être officiellement introduit avec le document, qui lui est finalement envoyé par la poste.

## Héritage
Plus tard, il admet avoir des scrupules à propos de son travail, mais estime que c'était nécessaire. Interrogé de manière agressive par la commission royale McClelland enquêtant sur les programmes de tests à Monte Bello et Maralinga en 1985, il reconnait qu'au moins un des 12 tests a eu probablement des niveaux de retombées dangereux. Cependant, il soutient que les précautions nécessaires ont été prises et que les tests étaient conformes aux normes de sécurité internationalement acceptées de l'époque, une position qui est confirmée à partir des documents officiels par Lorna Arnold . McClelland accepte largement le point de vue de Penney, mais des preuves anecdotiques du contraire reçoivent une large couverture dans la presse. En promouvant une vision plus nationaliste australienne, alors courante dans le gouvernement de Bob Hawke, McClelland a également identifié des "méchants" dans les précédentes administrations australienne et britannique . En tant que témoin principal, Penney porte le poids des allégations et sa santé est gravement affectée par l'expérience. Il meurt quelques années plus tard à son domicile du village d'East Hendred, à l'âge de 81 ans.
Dans sa nécrologie du New York Times, il est considéré comme le père de la bombe atomique britannique . Le Guardian le décrit comme sa "lumière directrice", et on dit que son leadership scientifique et administratif a été crucial dans sa création réussie et opportune. Sa direction de l'équipe qui a fait exploser la première bombe à hydrogène britannique sur l'île Christmas a joué un rôle déterminant dans la restauration de l'échange de technologie nucléaire entre la Grande-Bretagne et les États-Unis en 1958, et il est reconnu comme ayant joué un rôle de premier plan dans les négociations qui conduisent au traité interdisant essais nucléaires atmosphériques en 1963 .
Son modèle de Kronig-Penney pour le comportement d'un électron dans un potentiel périodique est encore enseigné et utilisé aujourd'hui en physique du solide, et est utilisé pour expliquer l'origine des bandes interdites .

## Honneurs
Au cours de sa vie, William Penney est nommé membre du Fonds du Commonwealth à l'Université du Wisconsin à Madison (1932); membre de la Royal Society (1946) ; Membre de la Royal Society of Edinburgh (1970). Il reçoit la médaille Rumford de la Royal Society (1966) et un diplôme honorifique (doctorat en sciences) de l'Université de Bath en 1966 . Pour ses services aux États-Unis, il est l'un des premiers récipiendaires de la Médaille de la Liberté (avec Silver Palm), décernée par le président Harry S. Truman.
Pour ses services à la Grande-Bretagne, il est nommé Officier de l'Ordre de l'Empire britannique (OBE; 1946); élevé au rang de Chevalier Commandeur de l'ordre (KBE; 1952) et fait pair à vie, prenant le titre de baron Penney, d'East Hendred dans le comté royal de Berkshire (7 juillet 1967) et reçoit l'Ordre du Mérite (OM; 1969). Il siège au conseil d'administration de l'Autorité britannique de l'énergie atomique (de 1954 à 1967) et en est le président (1962-1967). En 1974, il préside un comité évaluant la nécessité de créer un groupe d'experts pour conseiller et avertir la profession d'ingénieur sur les questions de sécurité structurelle, et est le premier président du Comité permanent britannique sur la sécurité structurelle de 1976 à 1982 .